# RTK 3
RTK 3 es un canal de televisión público de Kosovo, perteneciente a RTK. Se trata de un canal informativo, emitiendo noticias, debates y entrevistas.

## Historia
El canal inició emisiones el 13 de marzo de 2014, junto con RTK 4, que también empezó a emitir.
RTK 3 y RTK 4 se lanzaron gracias a la UER, quien también apoyó y financió el lanzamiento de los dos nuevos canales de RTK.